# 古代オリエント博物館
公益財団法人古代オリエント博物館（こだいオリエントはくぶつかん）は、東京都豊島区池袋のサンシャインシティ内に所在する古代オリエント関係の専門博物館である。

## 概要
古代オリエントに関する資料を収集・展示するとともに、古代オリエントに関する調査研究も行っており、シリアやウズベキスタン（ダルヴェルジン・テペ遺跡）における発掘調査を行った。1978年に日本最初のオリエント専門の博物館として開館し、西アジアや中央アジア（シルクロード）の考古資料や美術品など約4000点を収蔵している。

## 沿革
- 1977年（昭和52年）3月31日　財団法人設立。初代理事長は今里広記。
- 1978年（昭和53年）10月5日　開館。初代館長は江上波夫。
- 2003年（平成15年）5月14日　江上波夫の死後、桜井清彦が第2代館長に就任。
- 2006年（平成18年）6月10日　岩崎卓也が第3代館長に就任。
- 2010年（平成22年）6月10日　中田一郎が第4代館長に就任。
- 2010年（平成22年）12月1日　公益財団法人に移行。
- 2016年（平成28年）6月14日　月本昭男が第5代館長に就任。

## 利用案内
- 開館時間：10：00〜17：00
- 休館日：展示替時、年末年始
- 入館料（常設展）：大人600円、大・高校生500円、小中学生200円（土曜日曜は児童生徒は無料）

## 交通アクセス
- JR、東京メトロ、西武池袋線、東武東上線池袋駅(東口)より徒歩15分。
- 東京メトロ有楽町線東池袋駅から徒歩5分。